# Bundesliga 2014-15 (Austria)
La temporada 2014-15 fue la 103.a edición de la Bundesliga de Austria, la máxima categoría del fútbol profesional en Austria. El campeonato comenzó el 9 de agosto de 2014 y finalizó el 31 de mayo de 2015. El campeón defensor fue el Red Bull Salzburgo que logró retener el título, coronándose por novena vez en su historia.

## Sistema de competición
Los diez equipos participantes jugarán entre sí todos contra todos cuatro veces totalizando 36 partidos cada uno, al término de la fecha 36 el primer clasificado se coronó campeón y el y el segundo obtuvieron un cupo para la tercera ronda de la Liga de Campeones 2015-16, el tercer clasificado obtuvo un cupo para la tercera ronda de la Liga Europa 2015-16, mientras que el cuarto clasificado obtuvo un cupo para la Segunda ronda; por otro lado el último clasificado descendió a la Primera Liga de Austria 2015-16.
Un tercer cupo para la tercera ronda de la Liga Europa 2015-16 fue asignado al campeón de la Copa de Austria

## Ascensos y descensos
El club Wacker Innsbruck descendido la temporada anterior es reemplazado para este torneo por el campeón de la Erste Liga, el Rheindorf Altach que debuta en la máxima categoría.
| Pos. | Descendido de la Bundesliga (Austria) 2013-14 |
| ---- | --------------------------------------------- |
| 10.º | Wacker Innsbruck                              |

| Pos. | Ascendido de la Erste Liga 2013-14 |
| ---- | ---------------------------------- |
| 1.º  | Rheindorf Altach                   |

## Equipos
| Equipo             | Ubicación        | Estadio                 | Capacidad |
| ------------------ | ---------------- | ----------------------- | --------- |
| Admira Wacker      | María Enzersdorf | Trenkwalder Arena       | 12 000    |
| Austria de Viena   | Viena            | Estadio Franz Horr      | 14 100    |
| Grödig             | Grödig           | Untersberg-Arena        | 2955      |
| Rapid de Viena     | Viena            | Estadio Gerhard Hanappi | 18 500    |
| Red Bull Salzburgo | Wals-Siezenheim  | Red Bull Arena          | 31 800    |
| Ried               | Ried im Innkreis | Keine Sorgen Arena      | 7680      |
| Sturm Graz         | Graz             | UPC-Arena               | 15 400    |
| Rheindorf Altach   | Altach           | Cashpoint Arena         | 8900      |
| Wiener Neustadt    | Wiener Neustadt  | Estadio Wiener Neustadt | 7500      |
| Wolfsberg          | Wolfsberg        | Lavanttal-Arena         | 8000      |

## Tabla de posiciones
| Pos. | Equipo                | Pts. | PJ | G  | E  | P  | GF | GC | Dif. | Clasificación y descenso 2015-16              |
| ---- | --------------------- | ---- | -- | -- | -- | -- | -- | -- | ---- | --------------------------------------------- |
| 1    | Red Bull Salzburg (C) | 73   | 36 | 22 | 7  | 7  | 99 | 42 | +57  | Tercera ronda de la Liga de Campeones         |
| 2    | Rapid Viena           | 67   | 36 | 19 | 10 | 7  | 68 | 38 | +30  | Tercera ronda de la Liga de Campeones         |
| 3    | Rheindorf Altach      | 59   | 36 | 17 | 8  | 11 | 0  | 49 | −49  | Tercera ronda de la Liga Europa               |
| 4    | Sturm Graz            | 58   | 36 | 16 | 10 | 10 | 57 | 41 | +16  | Tercera ronda de la Liga Europa               |
| 5    | Wolfsberger           | 52   | 36 | 16 | 4  | 16 | 44 | 50 | −6   | Segunda ronda de la Liga Europa               |
| 6    | Ried                  | 44   | 36 | 12 | 8  | 16 | 49 | 51 | −2   |                                               |
| 7    | Austria Viena         | 43   | 36 | 10 | 13 | 13 | 45 | 51 | −6   |                                               |
| 8    | Grödig                | 37   | 36 | 10 | 7  | 19 | 46 | 65 | −19  |                                               |
| 9    | Admira                | 34   | 36 | 7  | 13 | 16 | 32 | 61 | −29  |                                               |
| 10   | Wiener                | 29   | 36 | 7  | 8  | 21 | 37 | 79 | −42  | Descenso a la Primera Liga de Austria 2015-16 |

Actualizado a los partidos jugados el 31 de mayo de 2015.
 Fuente: Soccerway

## Resultados
| Local \ Visitante | ADM | AUS | GRÖ | RAP | RBS | RHE | RIE | STU | WIE | WOL |
| ----------------- | --- | --- | --- | --- | --- | --- | --- | --- | --- | --- |
| Admira            | —   | 2–1 | 0–0 | 1–1 | 0–3 | 0–2 | 0–0 | 0–2 | 1–1 | 1–4 |
| Austria Viena     | 4–0 | —   | 1–1 | 2–2 | 2–4 | 0–0 | 3–1 | 0–3 | 2–0 | 0–2 |
| Grödig            | 5–0 | 0–0 | —   | 3–1 | 2–2 | 3–3 | 0–1 | 2–1 | 3–0 | 0–2 |
| Rapid Viena       | 0–0 | 2–3 | 2–0 | —   | 1–2 | 0–1 | 1–0 | 1–1 | 3–0 | 3–0 |
| Red Bull Salzburg | 2–0 | 2–3 | 8–0 | 6–1 | —   | 5–0 | 4–2 | 2–3 | 4–1 | 2–2 |
| Rheindorf Altach  | 0–2 | 1–1 | 3–1 | 2–0 | 4–1 | —   | 2–2 | 2–1 | 2–0 | 1–2 |
| Ried              | 1–1 | 1–1 | 2–2 | 1–2 | 0–2 | 2–1 | —   | 0–1 | 3–1 | 1–0 |
| Sturm Graz        | 0–2 | 1–1 | 1–0 | 1–3 | 1–2 | 2–2 | 3–1 | —   | 4–2 | 1–2 |
| Wiener            | 5–4 | 2–2 | 2–4 | 1–5 | 0–5 | 2–0 | 0–1 | 0–0 | —   | 2–0 |
| Wolfsberger       | 2–1 | 4–0 | 1–2 | 1–1 | 1–0 | 0–0 | 4–1 | 0–2 | 0–1 | —   |

| Local \ Visitante | ADM | AUS | GRÖ | RAP | RBS | RHE | RIE | STU | WIE | WOL |
| ----------------- | --- | --- | --- | --- | --- | --- | --- | --- | --- | --- |
| Admira            | —   | 1–1 | 2–3 | 1–1 | 1–4 | 2–2 | 1–0 | 1–2 | 0–0 | 2–1 |
| Austria Viena     | 0–1 | —   | 1–0 | 2–1 | 1–1 | 5–2 | 0–1 | 0–0 | 2–1 | 1–1 |
| Grödig            | 0–1 | 1–1 | —   | 0–2 | 0–3 | 0–1 | 3–2 | 0–2 | 1–3 | 2–0 |
| Rapid Viena       | 1–1 | 4–1 | 4–0 | —   | 3–3 | 1–0 | 3–0 | 1–0 | 0–0 | 4–1 |
| Red Bull Salzburg | 4–0 | 3–1 | 3–1 | 1–2 | —   | 0–1 | 2–1 | 2–1 | 6–0 | 3–0 |
| Rheindorf Altach  | 2–0 | 2–0 | 2–0 | 1–3 | 2–2 | —   | 2–1 | 2–0 | 3–1 | 1–0 |
| Ried              | 2–2 | 0–2 | 2–1 | 0–1 | 2–2 | 4–1 | —   | 1–2 | 6–0 | 4–0 |
| Sturm Graz        | 3–1 | 2–1 | 2–1 | 2–2 | 0–0 | 5–0 | 0–0 | —   | 3–3 | 2–0 |
| Wiener            | 0–0 | 1–0 | 2–4 | 0–1 | 0–2 | 0–1 | 0–1 | 4–4 | —   | 2–0 |
| Wolfsberger       | 2–0 | 1–0 | 2–1 | 0–5 | 3–2 | 2–0 | 1–2 | 1–0 | 2–0 | —   |

## Máximos goleadores
- Actualizado al final del torneo.

| Pos. | Jugador          | Club               | Goles |
| ---- | ---------------- | ------------------ | ----- |
| 1    | Jonathan Soriano | Red Bull Salzburgo | 31    |
| 2    | Robert Berić     | Rapid de Viena     | 23    |
| 3    | Marcel Sabitzer  | Red Bull Salzburgo | 19    |
| 4    | Johannes Aigner  | Rheindorf Altach   | 12    |
| 4    | Marco Djuricin   | Red Bull Salzburgo | 12    |
| 6    | Yordy Reyna      | Grödig             | 11    |
| 7    | Denis Thomalla   | Ried               | 10    |
| 8    | Alan Carvalho    | Red Bull Salzburgo | 9     |
| 8    | Simon Piesinger  | Sturm Graz         | 9     |